# Албинеа
Албинеа (на италиански: Albinea) е град и община в Северна Италия.

## География
Градът се намира в провинция Реджо Емилия в област (регион) Емилия-Романя. На 12 км северно от Албинеа е провинциалният център Реджо нел'Емилия. Население 8626 жители към 30 септември 2009 г.

## История
Първите сведения за града датират от 898 г.